# Cocullo
Cocullo je italská obec v regionu Abruzzo. V roce 2013 v ní žilo 246 obyvatel. Sousedí s obcemi: Anversa degli Abruzzi, Bugnara, Castel di Ieri, Castelvecchio Subequo, Goriano Sicoli, Ortona dei Marsi a Prezza. Nachází se v údolí.

## Festa dei Serpari

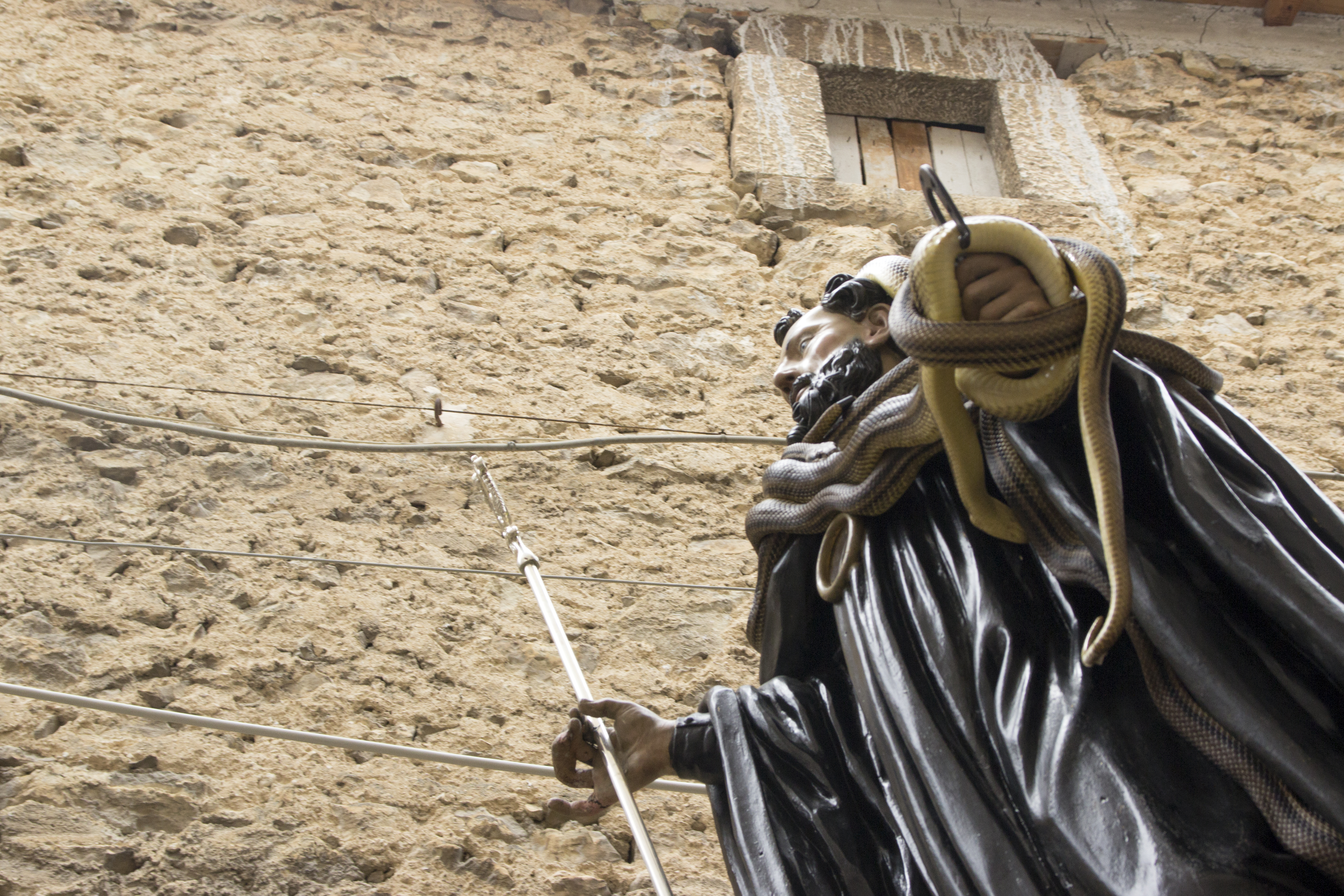
Festa dei Serpari

Cocullo je proslaveno průvodem na svátek svého patrona. Svátek se slaví 1. května, dříve první čtvrtek v květnu. Průvodem je nesena patronova socha, která je obalena hady. Festa dei Serpari bylo nominováno na zapsání do UNESCO.